# Хосино, Каё
Каё Хосино (яп. 星野 賀代; род. 12 сентября 1972, Гинован, Окинава) — японская волейболистка, доигровщица. Участница летних Олимпийских игр 1996 года.

## Биография
Каё Хосино родилась 12 сентября 1972 года в японском городе Гинован.
Училась в начальной школе Ояма, неполной средней школе Футэмма и средней школе Тюбу, играла в волейбол за их команды.
Играла в волейбол на позиции доигровщицы. Выступала за сборную Японии среди девушек, в составе которой завоевала золото чемпионата Азии и бронзу чемпионата мира.
В 1991—2000 годах выступала за «НЕК Ред Рокетс» из Кавасаки. В её составе дважды становилась чемпионкой Японии (1997, 2000), дважды была серебряным призёром (1996, 1998) и один раз бронзовым (1999). В сезоне-1999/2000 завоевала серебро клубного чемпионата Азии.
В 1996 году вошла в состав женской сборной Японии по волейболу на летних Олимпийских играх в Атланте, поделившей 9-10-е места. Играла на позиции доигровщицы, провела 2 матча, очков не набрала.
В 2000 году завершила игровую карьеру.